# Saulon-la-Rue
Saulon-la-Rue är en kommun i departementet Côte-d'Or i regionen Bourgogne-Franche-Comté i östra Frankrike. Kommunen ligger i kantonen Gevrey-Chambertin som tillhör arrondissementet Dijon. År 2022 hade Saulon-la-Rue 707 invånare.

## Befolkningsutveckling
Antalet invånare i kommunen Saulon-la-Rue
Referens:INSEE